# Jef Colin
Jozef "Jef" Eugeen Colin (Diest, 5 oktober 1923 - 16 juli 2007) was een Belgisch volksvertegenwoordiger.

## Levensloop
Colin behaalde het onderwijzersdiploma aan de provinciale normaalschool in Tienen en vervolgens aan de Rijksnormaalschool van Gent het diploma van regent. Hij werd leraar Nederlands aan de rijksnormaalschool in Tienen.
In 1963 werd hij secretaris van de Belgische Socialistische Partij (BSP) in Diest en zetelde ook in de algemene raad van de BSP. In Diest werd hij gemeenteraadslid en eerste schepen.
Colin werd in april 1977 verkozen tot lid van de Kamer van volksvertegenwoordigers voor het arrondissement Leuven en vervulde dit mandaat tot december 1978. In de periode mei 1977-december 1978 had hij als gevolg van het toen bestaande dubbelmandaat ook zitting in de Cultuurraad voor de Nederlandse Cultuurgemeenschap, die op 7 december 1971 werd geïnstalleerd en de verre voorloper is van het Vlaams Parlement.
In zijn vrije tijd speelde hij toneel of regisseerde hij bij de toneelkring Eugeen Vounckx.